# Guillermo I de Cervelló
Guillermo I de Cervelló (? - c. 1220)fue un caballero catalán del linaje de la casa Cervelló. Existe controversia sobre la fecha de su muerte, ya que mientras algunas referencias los sitúan fallecido en 1227 debido a un conflicto con sus vecinos, otras lo sitúan en 1229, en la hueste de los Montcada, en la conquista de Mallorca por Jaime I.

## Familia
Era hijo de Guerau Alemany V de Cervelló, y se casó con Elvira d'Artussela, hija de Ximeno d'Artussela, matrimonio del cual nació Guerau VI de Cervelló.
Al fallecer su padre en 1197 obtuvo en herencia la baronía de Cervelló, Gelida, La Granada, La Llacuna, Miralles, el Castillo de Vilademager, Ferrán, Aguiló y Roqueta, mientras que el resto del patrimonio se repartió entre su hermano, Ramón Alemany Cervelló de Querol y su sobrino Guerau de Aguiló, ambos fallecidos durante la conquista de Mallorca.
Participó con Pedro II de Aragón en la campaña que condujo a la primera conquista del rincón de Ademuz, en 1210, con el sitio de Al-Dāmūs y el sitio de Castielfabib.
Se cree que también participó junto al rey Jaime I en la conquista de Mallorca, aportando 100 caballeros donde según cuenta el libro de los hechos, al parecer hubo una breve discusión entre Nuño Sanchez y Guillermo de Montcada por un azor que Guillermo Cervelló no había querido dar al primero.